# Segelskärs strömmen
Segelskärs strömmen är ett sund i Vårdö kommun på Åland. Sundet ligger mellan öarna Bergö i väster och Segelskär i öster, det är 500 meter brett och 29,9 meter djupt. Genom sundet går en officiell 4,8 meter djup farled.